# Хайдекер, Тим
Тим Хайдекер (англ. Tim Heidecker; род. 3 февраля 1976, Аллентаун, Пенсильвания) — американский актёр кино и телевидения, режиссёр, сценарист, комик и  музыкант. Наибольшую известность получил благодаря участию в комедийном дуэте «Тим и Эрик» с Эриком Верхеймом. Они известны созданием таких телевизионных шоу «Том идёт к мэру», «Клёвое шоу Тима и Эрика: Отличная работа!» (англ. Tim and Eric Awesome Show, Great Job!) и «Сказки Тима и Эрика на ночь» (англ. Tim & Eric’s Bedtime Stories).

## Биография
Тим Хайдекер родился и вырос в Аллентауне, штат Пенсильвания. Учился в Центральной католической средней школе Аллентауна (англ. Allentown Central Catholic High School) и Университете Темпла.
Тим Хайдекер женат на Мэрилин Порайко. В ноябре 2013 у пары родилась дочь Амелия, а в октябре 2016 сын Чарли.
С июля 2018 года Тим Хайдекер является членом политической организации Демократические социалисты Америки (ДСА, англ. Democratic Socialists of America).

## Фильмография
| Год  | Русское название               | Оригинальное название     | Роль                   | Примечания    |
| ---- | ------------------------------ | ------------------------- | ---------------------- | ------------- |
| 2009 | Пошли в тюрьму                 | Let’s Go to Prison        | дегустатор вина        |               |
| 2011 | Терри                          | Terri                     | мистер Флемиш          |               |
| 2011 | Девичник в Вегасе              | Bridesmaids               | Дуги                   |               |
| 2012 | Немножко женаты                | The Five-Year Engagement  | шеф-повар              |               |
| 2012 | Комедия                        | The Comedy                | Свонсон                |               |
| 2014 | Это, блин, рождественское чудо | A Merry Friggin Christmas | Дейв                   |               |
| 2015 | Каникулы                       | Vacation                  | полицейский из Юты     |               |
| 2015 | Фантастическая четвёрка        | Fantastic Four            | Натаниэль Ричардс      |               |
| 2017 | Медведь Бригсби                | Brigsby Bear              | тренер Брэд            |               |
| 2017 | Взрослые игры                  | Flower                    | Боб                    |               |
| 2018 | Человек-муравей и Оса          | Ant-Man and The Wasp      | капитана Дэниел Гублер |               |
| 2019 | Мы                             | Us                        | Джош Тайлер            |               |
| 2024 | Миллениум                      | Y2K                       | Ховард                 |               |
| 2025 | Ему                            | Him                       | TBA                    | пост-продакшн |